# Three-Cornered Moon
Three-Cornered Moon (bra: A Comédia de um Lar) é um filme pre-Code estadunidense de 1933, do gênero comédia dramática, dirigido por Elliott Nugent, e estrelado por Claudette Colbert, Richard Arlen e Mary Boland. O roteiro de Ray Harris e S. K. Lauren foi baseado na peça teatral homônima de 1933, de Gertrude Tonkonogy.
A produção é considerada, ora como precursora, ora como primeiro exemplo das comédias malucas, tão populares na década de 1930.

## Sinopse
A família Rimplegar tem de sair à procura do próprio sustento, simplesmente porque Nellie (Mary Boland) geriu mal as finanças e eles acabaram por perder tudo com o crash da bolsa de valores em 1929. O amigo da família, Dr. Alan Stevens (Richard Arlen), aluga um quarto para eles, mas sua intenção é conseguir ficar mais perto da doce Elizabeth (Claudette Colbert) – mesmo com ela em um relacionamento sério com seu rival, o escritor Ronald (Hardie Albright), que não possui renda fixa e tem ojeriza ao trabalho. Elizabeth consegue um emprego numa fábrica de sapatos, enquanto seus irmãos Eddie (Tom Brown), Douglas (William Bakewell) e Kenneth (Wallace Ford) se tornam um salva-vidas, um ator e um escrivão, respectivamente. Para piorar, Ronald decide morar com eles, sem nada dar em troca.

## Elenco
- Claudette Colbert como Elizabeth Rimplegar
- Richard Arlen como Dr. Alan Stevens
- Mary Boland como Nellie Rimplegar
- Wallace Ford como Kenneth Rimplegar
- Tom Brown como Eddie Rimplegar
- William Bakewell como Douglas Rimplegar
- Lyda Roberti como Jenny
- Hardie Albright como Ronald
- Joan Marsh como Kitty
- Sam Hardy como Hawkins

## Recepção
O crítico de cinema Leonard Maltin nomeou a produção como um dos "25 filmes vintage que você realmente não deve perder".

## Prêmios e indicações
| Ano  | Cerimônia                | Categoria                                     | Indicado                                      | Resultado |
| ---- | ------------------------ | --------------------------------------------- | --------------------------------------------- | --------- |
| 1933 | National Board of Review | Top Ten Films (Os Dez Melhores Filmes do Ano) | Top Ten Films (Os Dez Melhores Filmes do Ano) | 9.º Lugar |

## Mídia doméstica
Em 2009, a Universal Vault Session lançou o filme como parte da box set "The Claudette Colbert Collection", que incluiu "Maid of Salem" (1937), "I Met Him in Paris" (1937), "Bluebeard's Eighth Wife" (1938), "No Time for Love" (1943) e "The Egg and I" (1947).